# Pierre-Henri Salfati
Pour les articles homonymes, voir Salfati.
Pierre-Henri Salfati, parfois écrit Pierre-Henry Salfati, né le 20 août 1953 à Carcassonne, est un scénariste et réalisateur français de cinéma, de documentaires et de télévision, versé dans la Bible et le Talmud.

## Biographie
Pierre-Henri Salfati est scolarisé chez les Jésuites ; il étudie ensuite dans plusieurs yeshivot, à Brunoy, à Jérusalem puis à New York, auprès du rabbi Menachem Mendel Schneerson.
Il est le père d’une fratrie de sept enfants.

## Filmographie

### Cinéma

#### Réalisateur

##### Courts métrages
- 1982 : La Fonte de Barlaeus avec Roland Dubillard
- 1984 : Le Fol de Verre
- 1984 : L'expert
- 1985 : Kubyke
- 1988 : Tuel
- 1988 : Albert
- 1988 : Amnésia
- 1989 : L'oeuf story

##### Longs métrages
- 1989 : Tolérance avec : Ugo Tognazzi, Rupert Everett, Anne Brochet, Catherine Samie.
- 1995 : Zadoc et le bonheur avec Bernadette Lafont, Tcheky Karyo, Liane Foly
- 1999 :  Le Jazzman du Goulag co-réalisé avec Natalia Sazonova  - Auteur : Natalia  Sazonova
- 2012 : Je suis venu vous dire...« page ARTE », « page Allociné »
- 2014 : Der Letzte Mentsch  avec Mario Adorf et Hannelore Elsner
- 2014 : Repas de famille avec Les Chevaliers du Fiel

#### Scénariste
- 1996 : Ligne de vie de Pavel Lounguine
- 2001 : Un ange de Miguel Courtois

#### Acteur
- 2022 : Tu choisiras la vie (Alla vita) de Stéphane Freiss : Aaron Zelnik
- 2022 : Reste un peu de Gad Elmaleh : Le rabbin

### Télévision

#### Réalisateur

##### Documentaires
- 1991 : Léonard mon ami
- 1992 : Toute la mémoire des sons
- 1994 : Un Ballo in Maschera
- 1995 : Azzedine Alaïa
- 1998: Les Animaux et la Guerre
- 1998  : Fragments d’un discours éthologique
- 2000 : Rubans, Rosette et Canapés pour Des Racines et des Ailes
- 2001 : La Passion selon San Antonio
- 2001 :  Histoire simple du téléspectateur
- 2002 : Golem, Golems
- 2002 : San Nicandro
- 2004 : La neuvième
- 2005 : Rendez vous avec François Mitterrand
- 2005 : Touristes mais pas trop
- 2007 : Le Talmud
- 2007 : Six jours au Panama
- 2009 : Jérusalem
- 2009 : Le monde vu par Jacques Attali : une brève histoire de l'avenir
- 2010 : Mahler: d'un pas mesuré
- 2011 : Jérusalem(s)
- 2012 : Jacques Attali, Déraison d'être
- 2013 : L’invention de l’Occident : La Bible d’Alexandrie
- 2013 : L’invention de l’Occident : Jérusalem – Athènes
- 2014 : Margherita S., la femme qui inventa Mussolini
- 2014 : Le beau Danube Bleu, Histoire d’une Valse
- 2015 : Martin Buber: Sentinelle de l'humanité (Arte)
- 2017 : Lauren, d’ombre et de lumière (Arte)
- 2023 : La Fabuleuse Histoire du Juif errant (Arte)

#### Scénariste
- 2012 : Jacques Attali, Déraison d'être
- 2013 : L'invention de l'Occident (série TV)

## Distinctions
- Sélection Officielle au Festival de Cannes 83 pour La Fonte de Barlaeus
- Prix Jean Vigo du court-métrage  pour La Fonte de Barlaeus
- Prix de Rome (puis résidant à la Villa Médicis 1985/1986) pour  Le Fol de Verre
- Grand Prix Festival d’Aix en Provence pour Kubyke
- Prix du meilleur court-métrage au Festival international du court métrage de Clermont-Ferrand pour Amnésia
- Prix du meilleur scenario au César du cinéma 1990 pour Tolérance
- Prix du Prince Laurent de Belgique pour Les Animaux et la Guerre
- Emmy Award 2000 pour Le Jazzman du Goulag
- Golden Gate Award pour Le Jazzman du Goulag
- Prix Italia pour Le Jazzman du Goulag
- Ondas de Barcelone pour Le Jazzman du Goulag
- Grand Prix Festival de Prague pour Le Jazzman du Goulag
- Grand Prix Festival de Montréal pour Le Jazzman du Goulag
- Grand Prix Festival de Lublin pour Le Jazzman du Goulag

### Ouvrages

#### Auteur
- Pirqê derabbi Eliézer avec Marc-Alain Ouaknin et Eric Smilévitch, Lagresse, Verdier, 1983, 376 p.
- Talmud. Enquête dans un monde très secret, Paris, Albin Michel, 2009, réed. 2015
- Der letzte Mentsch (allemand), Berlin, Insel Verlag Gmbh, 2014, 254p.
- La Fabuleuse Histoire du juif errant, Éd. Albin Michel, 2021, 208 p.  (ISBN 978-2-2264-6771-3)
- Dévoilement du Messie, Éditions Litos, 2023, 176 p.  (ISBN 978-2-3850-6053-4)

#### Co-auteur
- Le Destin de l'Occident avec Jacques Attali, Paris, Fayard, 2016, 252 p.

### Articles

#### Revue
- « Ce si clair objet du désir : le Talmud ! », Mikhtav Hadash, L'Étude Juive, n° 6, 2017
- « Qui est le messie des Loubavitch, la question du Rebbe Menahem Mendel Schneerson », Tenou'aTenou'a, En attendant le messie, n° 170 (Hiver 2017-2018)

#### Articles parus dans des ouvrages collectifs ou actes de colloques
- « Rencontres avec des diables remarquables : Figures du diable dans la tradition juive »,  in Le diable, Cahier de l'Hermétisme, Colloque de Cerisy, Antoine Faivre (dir.),  Paris, Dervy, 1998
- « "Au commencement..." ou le début de la Genèse », in Bible et religion : Les vivants et les Dieux,  Michel Cazenave (dir.), Paris, Desclée de Brouwer, 2002
- « Les figures de "Satan" » avec Jean-Claude Aguerre in Bible et religion : Les vivants et les Dieux, Michel Cazenave dir.), Paris, Desclée de Brouwer, 2002
- « Le Talmud ou le commentaire sans fin », in Bible et religion : Les vivants et les Dieux, Michel Cazenave (dir.), Paris, Desclée de Brouwer, 2002

#### Entretien
- « Dévoilement du Messie », Ligne de risque, n° 2, 2017